# Лінобамбаки
Лінобамбаки або Ліновамваки — крипто-християнська громада на Кіпрі, переважно католицького та греко-православного походження, яка під час османського панування зазнавала переслідувань за свою релігію. Під час британського правління вони асимілювалися в громаду турків-кіпріотів.

## Етимологія
Слово Linobambaki походить від грецького Λινοβάμβακοι, що походить від сполучення слів λινό (lino) «льон» і βαμβάκι (vamvaki) «бавовна». Цей термін використовувався як метафора, щоб продемонструвати, що, хоча вони мали християнське походження, вони вирішили виглядати як мусульмани.

## Історія

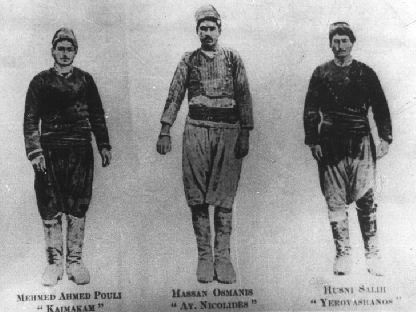
Хасан Пулі (Хасан Буллі), історична постать кіпрського фольклору

Османсько-венеційська війна (1570–73) завершилася тим, що Кіпр залишився під владою Османської імперії, і відразу після війни були введені санкції щодо католицького населення острова. Коли османсько-венеційське суперництво досягло свого піку, османи побоювалися загрози безпеці, яку становили латинські католики Кіпру, і, зокрема, того, що вони спонукатимуть венеційців повернутися. У результаті османська толерантність до католицької громади була набагато меншою, ніж до греко-православної. Окрім політичного та релігійного тиску, існував економічний гніт, який включав позбавлення їхніх прав на володіння власністю. Католицьке населення, яке постраждало від цих заходів, складалося з латинян, венеційців, генуезців, маронітів і вірмен, які прийняли іслам, щоб обійти ці османські правові приписи. Їхнє штучне та зацікавлене сприйняття релігії призвело до того, що вони зрештою отримали ім'я лінобамбаки.
Лінобамбаки зовні не сповідували і не демонстрували своїх релігійних переконань, оскільки їхнє фальшиве навернення мало на меті вислужитися перед османами та православними громадами. Тому в повсякденному житті вони обирали або одне християнське і одне мусульманське ім'я, або спільне ім'я, що зустрічається в обох віросповіданнях, наприклад, Ібрагім (Авраам), Юсуф (Йосип) або Муса (Мойсей). Під час щорічного призову їх часто призвали до османської армії, і вони уникали сплати податків за немусульман. Лінобамбаки не повністю перейшли до традиційного мусульманського життя, а лише демонстрували релігійні практики та вірування, які давали їм переваги, доступні лише мусульманам. Наприклад, вони часто вживали алкоголь і свинину, і не відвідували релігійні служби; традиції, подібні до турецько-кіпрської культури сьогодні. Багато лінобамбацьких сіл мають християнські імена святих, які починаються на άγιος (ayios), або «святий», щоб пояснити їх латино-католицьке походження. Культурне коріння та історію Лінобамбаків можна знайти в житті та літературі кіпріотів-турків. Наприклад, двома найвидатнішими головними героями кіпрського фольклору є «Гавур Імам» і «Хасан Буллі». Лінобамбаки були учасниками більшості повстань і заколотів проти османського правління, а також інших органів місцевого самоврядування на острові.
Лінобамбаків згадують іноземні мандрівники, які відвідали Кіпр до ХХ століття. Англійський історик і мандрівник Вільям Хепворт Діксон, який відвідав Кіпр у 1878 році, описує лінобамбаків як «неприємний, але комічний елемент», що змінює релігію день у день. Батьки вдають, ніби обрізають своїх дітей, і дають їм імена, які звучать як мусульманські, так і християнські, наприклад Якуб, Жусуф і Муса. Він зазначає, що цими хитрощами користуються цілі села «білих» кіпріотів.

### Населені пункти
Багато сіл і сусідніх територій, визнаних турецько-кіпрськими маєтками, раніше були центрами діяльності Лінобамбаків. До них належать:
- Agios Andronikos (Yeşilköy)[15]
- Agios Ioannis (Ayyanni)[16]
- Agios Sozomenos (Arpalık)[17]
- Agios Theodoros (Boğaziçi)[11]
- Armenochori (Esenköy)[18]
- Ayios Iakovos (Altınova)[18]
- Ayios Khariton (Ergenekon)[18]
- Dali (Dali)[17]
- Frodisia (Yağmuralan)[19]
- Galinoporni (Kaleburnu)[20]
- Kato Arodes (Aşağı Kalkanlı)[17]
- Tylliria (Dillirga)[21]
- Kritou Marottou (Grit-Marut)[22]
- Limnitis (Yeşilırmak)[23]
- Louroujina (Luricina/Akincilar)[24]
- Melounta (Mallıdağ)[18]
- Potamia (Bodamya)[17]
- Vretsia (Vretça)[16]

## Сьогодні
Під час британського правління була скасована система міллету Османської імперії. У цей період жителі Кіпру були розділені на дві основні групи в переписах і адміністративних записах. Через політику британської адміністрації «розділяй і володарюй» лінобамбаки були інтегровані в спільноту турків-кіпріотів. Протягом 1950-х років все ще існували грекомовні поселення, які називали себе турками-кіпріотами; такі поселення, як Лапітос, Платанісос, Агіос Симеон і Галінопорні.